# CEBPG
CEBPG‏ (CCAAT enhancer binding protein gamma) هوَ بروتين يُشَفر بواسطة جين CEBPG في الإنسان.